# Bis(trimetilsilil)amida de litio
La bis(trimetilsilil)amida de litio es un compuesto organosilícico litiado con la fórmula LiN(Si(CH
3)
3)
2 . Se abrevia comúnmente como LiHMDS o Li(HMDS) (una referencia a su ácido conjugado HMDS) y se utiliza principalmente como una base no nucleofílica fuerte y como ligando. Como muchos reactivos de litio, tiene tendencia a agregarse y formará un trímero cíclico en ausencia de especies coordinadoras.

## Preparación
La LiHMDS está disponible comercialmente, pero también se puede preparar mediante la desprotonación de bis(trimetilsilil)amina con n -butillitio. Esta reacción se puede realizar in situ. 
HN(Si(CH
3)
3)
2 + C
4H
9Li → LiN(Si(CH
3)
3)
2 + C
4H
10
Una vez formado, el compuesto puede purificarse mediante sublimación o destilación.

## Reacciones y aplicaciones

### Como base
La LiHMDS se utiliza a menudo en química orgánica como una base no nucleófila fuerte. Su ácido conjugado tiene un pKa de ~26, lo que lo hace menos básico que otras bases de litio, como LDA (pKa del ácido conjugado ~36). Está relativamente más impedido estéricamente y, por lo tanto, es menos nucleofílico que otras bases de litio. Se puede utilizar para formar diversos compuestos de organolitio, incluidos acetiluros o enolatos de litio.
donde Me=CH
3. Como tal, se utiliza en una variedad de reacciones de acoplamiento, particularmente reacciones de formación de enlaces carbono-carbono como la alquilación de Fráter-Seebach y las condensaciones de Claisen mixtas.
Una síntesis alternativa de tetranitruro de tetraazufre implica el uso deS(N(Si(CH
3)
3)
2)
2 como precursor con enlaces S – N preformados. El S(N(Si(CH3)3)2)2 se prepara mediante la reacción de bis(trimetilsilil)amida de litio y dicloruro de azufre (SCl
2).
2 LiN(Si(CH
3)
3)
2 + SCl
2 → S(N(Si(CH
3)
3)
2)
2 + 2 LiCl
El S(N(Si(CH
3)
3)
2)
2 reacciona con la combinación de  SCl2 y cloruro de sulfurilo (SO2Cl2) para formar S4N4, cloruro de trimetilsililo, y dióxido de azufre:
2 S(N(Si(CH
3)
3)
2)
2 + 2 SCl
2 + 2 SO
2Cl
2 → S
4N
4 + 8 (CH
3)
3SiCl + 2 SO
2

### Como ligando
La Li(HMDS) puede reaccionar con una amplia gama de haluros metálicos, mediante una reacción de metátesis de sal, para dar bis(trimetilsilil)amidas metálicas.
MX
n + n Li(HMDS) → M(HMDS)
n + n LiX
donde X = Cl, Br, I y a veces F
Los complejos de bis(trimetilsilil)amida de metal son lipofílicos debido al ligando y, por lo tanto, son solubles en una variedad de solventes orgánicos no polares, esto a menudo los hace más reactivos que los haluros metálicos correspondientes, que pueden ser difíciles de solubilizar. El volumen estérico de los ligandos hace que sus complejos sean discretos y monoméricos, lo que aumenta aún más su reactividad. Al tener una base incorporada, estos compuestos reaccionan convenientemente con precursores de ligandos próticos para dar otros complejos metálicos y, por lo tanto, son precursores importantes de compuestos de coordinación más complejos.

### Usos de nicho
La LiHMDS es volátil y se ha discutido su uso para la deposición de capas atómicas de compuestos de litio.

## Estructura
|                            |  |                                             |  |                                            |
| Aducto de LiHMDS con TMEDA |  | Dímero solvatado de THF:[(LiHMDS) 2(THF) 2] |  | Trímero, libre de disolventes:[(LiHMDS) 3] |